# 恵慶

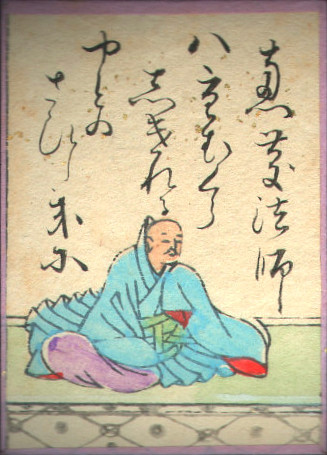
恵慶

恵慶（えぎょう、生没年不明）は、平安時代中期の日本の僧、歌人。「恵慶法師」ともされる。中古三十六歌仙の1人。
出自・経歴は不詳。
播磨国分寺の講師を務め、国分寺へ下向する際に天台座主尋禅から歌を送られたとされる。
歌人としては『拾遺和歌集』に初出する。962年（応和2年）頃より歌合などで活動し、986年には花山院の熊野行幸に供奉した記録がある。
大中臣能宣・紀時文・清原元輔など中級の公家歌人と交流していたという。
小倉百人一首にも歌が取られている。家集に『恵慶法師集』がある。